# Baie des Esquimaux
La Baie des Esquimaux est une baie naturelle de la municipalité de Bonne-Espérance, sur la Côte-Nord du Golfe Saint-Laurent, au Québec, au Canada.

## Géographie
La baie des Esquimaux est la baie située à l'Est de la province de Québec. Le village de Bonne-Espérance est situé sur cette baie. La baie des Esquimaux est délimitée entre la Pointe de New York (à l'Est) et la Pointe Indian (à l'Ouest). La baie est située face à l'Île des Esquimaux, laquelle protège la baie des fortes mers. 